# 专辑注释

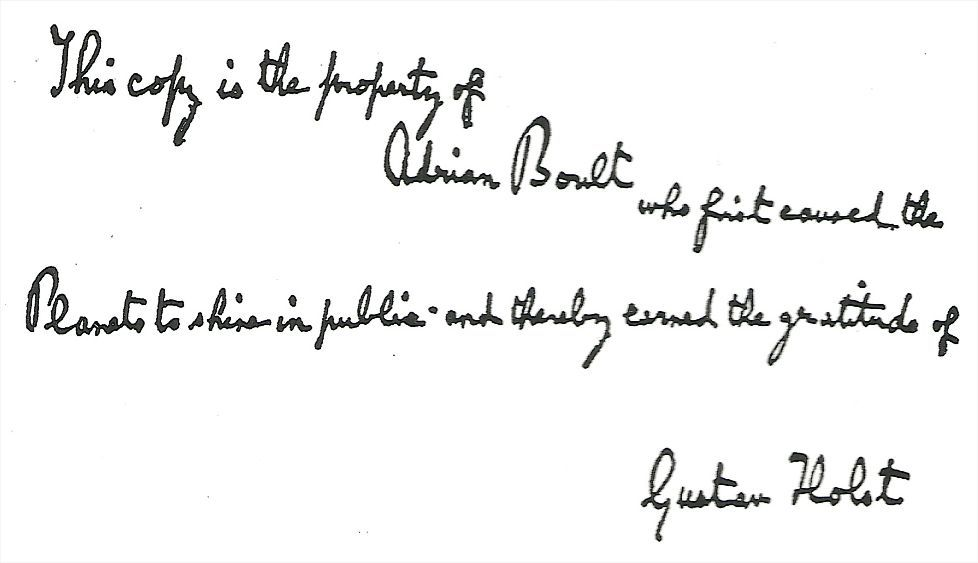
古斯塔夫·霍尔斯特在阿德里安·博尔特的《行星》乐谱副本上手写的题词（从内页注释到EMI CD 5 66934 2）

专辑注释（直译：「衬垫注释、衬里注释」；有时也称为sleeve notes、album notes），也称为音乐封套注释是指在密紋唱片专辑的封套上以及插入镭射唱片的光碟包裝或卡式录音带的J-卡小册子中的文字。

## 起源
内衬音符源自音乐会的节目音符，并发展为印在专辑外皮或内套上的音符，用于保护传统的12英寸黑胶唱片，即长时间演奏或留声机唱片专辑。该术语源自名称“唱片衬垫”或“专辑衬垫”。专辑内衬注释在从黑胶唱片到盒式磁带再到CD的格式变化中幸存下来。这些注释可以是有关录音内容以及更广泛的文化主题的信息来源。